# Pape Paté Diouf
Pape Paté Diouf est un footballeur sénégalais, né le 4 avril 1986 à Dakar. Il évolue au poste d'attaquant.

## Palmarès
- Molde FK
  - Vainqueur du Championnat de Norvège en 2011 et 2012.

- FC Copenhague
  - Vainqueur de la Coupe du Danemark en 2012.

## Statistiques
| Saison    | Club          | Pays         | Championnat         | Coupes nationales | Coupe d'Europe         |
| --------- | ------------- | ------------ | ------------------- | ----------------- | ---------------------- |
| 2006      | Molde FK      | Tippeligaen  | 14 matchs / 5 buts  | 2 matchs / 1 but  | -                      |
| 2007      | Molde FK      | Adeccoligaen | 22 matchs / 6 buts  | -                 | -                      |
| 2008      | Molde FK      | Tippeligaen  | 21 matchs / 4 buts  | 3 matchs / 1 but  | -                      |
| 2009      | Molde FK      | Tippeligaen  | 28 matchs / 11 buts | 7 matchs / 3 buts | -                      |
| 2010      | Molde FK      | Tippeligaen  | 13 matchs / 1 but   | -                 | 1 match (C3)           |
| 2011      | Molde FK      | Tippeligaen  | 14 matchs / 12 buts | 1 match / 1 but   | -                      |
| 2011-2012 | FC Copenhague | SAS Ligaen   | 19 matchs / 4 buts  | 6 matchs / 2 buts | 4 + 5 matchs (C1 + C3) |
| 2012      | Molde FK      | Tippeligaen  | 9 matchs / 1 but    | -                 | 5 matchs / 2 buts (C3) |
| 2012-2013 | FC Copenhague | SAS Ligaen   | -                   | -                 | -                      |

Dernière mise à jour le 11 mai 2013